# Yang Pu
Yang Pu (楊璞T, 杨璞S, Yáng PúP; Pechino, 30 marzo 1978) è un ex calciatore cinese, di ruolo difensore.
Ha giocato interamente la sua carriera calcistica al Beijing Guoan perlopiù da difensore ed è stato il capitano della squadra. Come giocatore internazionale il suo più grande risultato fu partecipare ai Mondiali FIFA 2002 dove giocò in due partite.

## Carriera

### Club
Yang Pu iniziò la sua carriera calcistica per il Beijing Guoan nella stagione del 1998 e fu notato per la sua versatilità come centrocampista e velocemente divenne regolarmente un giocatore della squadra. Nella stagione del 2000 firmò il contratto da difensore e divenne un giocatore integrale della squadra. Subì numerosi cambi manageriali ma volle rimanere un membro fedele della squadra e vinse il suo primo premio d'argento con la Coppa della Cina del 2003. La sua devozione alla squadra venne saldata quando fu nominato capitano nella stagione del 2007, tuttavia a causa di lesioni capitanò la squadra raramente. Alla fine della stagione del 2009 Yang Pu si ritirò a causa di lesioni persistenti al ginocchio destro, tuttavia nonostante ciò fu in grado di condurre il Beijing Guoan alla vittoria anche se mancò a molte partite della stagione.

### Nazionale
Yang Pu fece il suo debutto internazionale nell'amichevole contro la nazionale di calcio della Corea del Nord nel 3 agosto del 2001 in un pareggio di 2-2.
Anche se prevalentemente difensore era abituato a prendere diverse posizioni nella squadra Cinese e la sua versatilità fu vista e divenne un giocatore regolare della squadra. Spingendo sempre di più per un posto in prima fila della squadra cinese lui divenne un partecipante dei Mondiali FIFA 2002 e giocò anche in due gruppi di giochi. Con l'introduzione di Sun Xiang e di Yan Song cominciò a vedere il suo periodo di tempo nella squadra limitato e lui giocò la sua ultima partita contro il Kuwait il 13 ottobre 2004 nei Mondiali Fifa in cui la Cina perse 1-0.

## Palmarès

### Club
- Coppa della Cina: 1

Beijing Hyundai: 2003
- Campionato cinese: 1

Beijing Guoan: 2009